# 高木ゑみ
高木 ゑみ（たかぎ えみ、1985年12月4日 - 2021年3月28日）は、日本の料理研究家。有限会社ガルシェフ取締役。

## 経歴
東京都港区出身。慶應義塾幼稚舎、慶應義塾中等部、慶應義塾女子高等学校を経て、2008年に慶應義塾大学文学部美学美術史学専攻を卒業。イギリス、オーストリア、アメリカへの留学で世界各国の料理に出会い、料理の道に進むことを決め、在学中からレストランなどで料理の修行を開始。2008年10月から2010年4月までマカロン由香の料理教室、出張料理のアシスタントを担当した。2009年3月、エコール辻東京フランス・イタリア料理マスターカレッジ卒業。その後、中目黒で料理教室を主宰する。2011年に結婚後は夫の赴任先のトルコにも行くようになり、翌年トルコで長男を出産した。後に離婚しシングルマザーとして長男を育てた。晩年は日本を中心に活動し、テレビ、ラジオなどのメディアにも多く出演していた。
2020年10月にステージ4の肺がんと判明し、すでに脳や骨にも転移している状態で闘病していたが、2021年3月28日、死去。35歳没。
西村伊作は曾祖父。伊作の長男西村久二(1910〜91)は祖父。

## 著書
- 「恋をかなえる 手作り彼チョコ」学研パプリッシング、2011年1月6日発売、レシピ監修
- 「ガルシェフゑみの少しの工夫でいつものごはんがセレブ料理に」扶桑社、2011年9月30日発売
  - 「名媛主廚EMI教做時尚宴客料理」（セレブ料理の本が中国語に翻訳されて、台湾、ホンコン、マカオ、シンガポール、マレーシアで発売）
- 「高木ゑみのおもてなしレシピとテーブル：また呼びたくなる。来たくなる。」主婦の友社、2014年2月24日発売
- 「考えない台所」サンクチュアリ出版、2015年5月20日発売
  - 「不思考厨房」（台湾版と韓国版の考えない台所）
  - 「考えない台所」祥伝社黄金文庫、2020年3月
- 「もう献立に悩まない：今日から使える献立の決め方、作り方、時短ワザまで」マガジンハウス、2016年7月7日発売
- 「汚れも気持ちも ためない生活。」主婦と生活社、2016年11月4日発売
- 「毎日らくちん「万能菜」」宝島社、2017年4月7日発売
- 「やる気の続く台所習慣40：1000人が劇的に変わった魔法のレッスン」扶桑社、2017年9月8日発売
- 「はかどるごはん支度」幻冬舎、2017年12月20日発売

## 出演

### テレビ
- フジテレビ【ザ・ノンフィクション】※没後
- NHK 助けて!きわめびと
- TBS 暮らしのレシピ
- TBS 王様のブランチ
- TBS ニンゲン観察バラエティ モニタリング
- BS日テレ 辰巳琢郎の葡萄酒浪漫
- テレビ東京 なないろ日和!
- KTV放送 Mujack
- フジテレビ 笑っていいとも! - 月曜日『なんちゃってセレブ料理』コーナー レギュラー出演
- テレビ朝日 お願いランキングGOLD
- テレビ東京 たべコレ
- フジテレビ はねるのトびら - 春の3時間スペシャル
- 日本テレビ ZIP! - 流行ニュースBoomers.
- MBS アカルイ☆ミライ
- NOTTV notty☆LIVE7時間
- 日本テレビ スクール革命
- BS朝日 ハラホリ
- テレビ東京 週刊AKB - チャレンジ the AKB

### ラジオ
- J-wave GOOD NEIGHBORS
- 伊集院光とらじおと
- ABCラジオ 道上洋三の健康道場
- TBSラジオ ジェーン・スー 生活は踊る
- FMヨコハマ LUCKY ME!
- FMヨコハマ いつもふたりで・・・
- RIKOmaniaの今夜も渋谷で待ち合わせ